# Edvige di Holstein
Edvige di Holstein (in svedese Helvig, in tedesco Helwig) (1259 – 1325) fu una nobile della Contea di Holstein-Itzehoe e regina consorte di Svezia.